# SimCity 4
SimCity 4 — компьютерная игра в жанре градостроительного симулятора, разработанная Maxis, дочерней компанией Electronic Arts. Выпуск игры состоялся 14 января 2003 года. Это четвёртая игра серии SimCity. SimCity 4 имеет всего одно дополнение — Rush Hour, которое добавляет новые возможности для игры. SimCity 4 Deluxe Edition содержит оригинальную игру и дополнение Rush Hour.
Игра позволяет игрокам использовать терраформирование для создания более удобной площадки для строительства или для создания красивого и уникального ландшафта. Игроки могут разделить участки земли города на особые зоны: жилые, коммерческие, промышленные, а также создавать и поддерживать социальное обеспечение, транспорт, коммунальные услуги. Для того, чтобы город успешно развивался, игроки должны управлять финансами, следить за окружающей средой, поддерживать необходимое качество жизни для его жителей. В SimCity 4 появилась смена дня и ночи и другие спецэффекты, которых не было в предыдущих играх серии SimCity. Также есть внешние инструменты, позволяющие изменять здания.
SimCity 4 хорошо оценили за то, что в игре используется 3D-движок. Первой игрой, использовавший этот движок, была SimCity 64 для Nintendo 64 DD. SimCity 4 получила широкое признание, была удостоена нескольких наград и признана одной из хорошо продаваемых игр для PC в 2003 году. Однако её критиковали за трудности в производительности игры и в игровом процессе.

## Игровой процесс

### Игровой процесс в региональном режиме
Как и в предыдущих играх серии SimCity, игрок играет роль мэра (или нескольких мэров), которому поручено заселение и развитие городов, выступающих в региональном режиме просмотра отдельными участками или районами региона. Игрок может выбрать любой участок для развития на нём города. Эти участки в реальном измерении имеют наименьшую длину 1 км, а наибольшую — 4 км. Размер региона и его расположение может быть изменено в растровом файле, указанного для каждого региона.
Соседний город играет большую роль, чем предыдущих играх серии SimCity. Например, соседний город может предложить сделку, по которой города могут обмениваться ресурсами, такими как: вода, электричество, вывоз мусора за определённую плату. Игрок может развивать несколько взаимосвязанных городов в регионе, а также полностью застроить регион городами.

### Режимы игры
После выбора участка в регионе игровой процесс включает в себя три режима: Бога, мэра, сима. Режимы мэра и сима доступны после того, как игрок назовёт свой город. Режим Бога доступен только до того, как будет основан город.

#### Режим Бога
Режим Бога позволяет игрокам конструировать или терраформировать выбранный участок региона, где потом будет построен город. Этот режим также позволяет игрокам вызывать стихийные бедствия, такие как: землетрясение и извержение вулкана, и ряд других. Игроки также могут выбрать место, где произойдёт катастрофа, а также могут управлять ей. Большинство инструментов терраформирования отключены после того, как город будет основан. Игрок ещё имеет доступ к инструментам терраформирования в режиме мэра, но они очень ограничены, хотя возможность вызова стихийного бедствия полностью доступна. Полный набор инструментов терраформирования можно включить в режиме мэра только использовав чит-коды. В дополнение к этому, режим Бога даёт возможность игроку согласовать все границы города с соседями, дабы устранить все несоответствия, возникшие в процессе терраформирования участка региона. Также можно по своему усмотрению настроить смену дня и ночи.

#### Режим мэра

Густонаселённый город в SimCity 4. Как видно из столбиковых диаграмм спроса зон RCI, городу необходимо строительство нового жилья для дальнейшего развития

В этом режиме ведётся строительство города. Городские советники могут помочь при планировании, строительстве и ведении хозяйства города. Игроки могут построить развитую транспортную систему, которая включает дороги, улицы, авеню, шоссе, линии метро, автобусные остановки и железнодорожные станции.
В режиме мэра земля города может быть поделена на особые зоны, такие как: жилые, коммерческие, промышленные, где будут возведены определённые здания. В отличие от предыдущих игр серии SimCity, сельское хозяйство в SimCity 4 является отдельной отраслью экономики города, хотя по-прежнему относится к категории промышленной зоны, и его развитие зависит не от цены земли, а от спроса на сельхозтовары. Зоны автоматически выравниваются по отношению к дорогам, и большинство зданий должны прилегать к дорогам, чтобы полностью функционировать. Улицы создаются автоматически, если зона занимает большие участки земли. Здания классифицируются по уровню богатства, типам зон, размерам и высоте, определяющими факторами которых являются численность населения региона и состояние города. Игра может имитировать упадок экономики города, который может привести к смене элитного жилья на трущобы. Здания, изначально построенные для более богатых горожан, могут быть заселены менее обеспеченными гражданами, в случае ухудшения состояния города. Здания и участки теперь могут быть размещены на склонах.
Игроки могут строить муниципальные здания, которые требуют постоянного финансирования, такие как: школы, больницы, полицейские участки, пожарные станции, тюрьмы, парки. В SimCity 4 впервые муниципальные здания разделены на категории по территориальному охвату и качеству представляемой помощи и услуг, а также игрок может контролировать финансирование отдельно взятого муниципального здания. Эти здания также нуждаются в коммунальном обслуживании. Основными коммунальными мощностями города являются более и менее дорогие электростанции с разной степенью загрязнения окружающей среды, водяные насосы, станции очистки воды и утилизации или переработки мусора. В отличие от предыдущих игр серии SimCity, в SimCity 4 учебные заведения и медицинские учреждения имеют, в зависимости от статуса, определённый территориальный охват предоставления услуг и помощи. Расходы на техническое обслуживание коммунальных объектов со временем увеличиваются в связи с их износом. Из-за этого же происходит снижение мощности работы и выработки ресурсов коммунальными объектами. Скорость износа коммунальных объектов зависит от уровня финансирования и количестве вырабатываемого ресурса.

#### Режим сима
В этом режиме игрок может создать сима, который впоследствии будет жить в городе, созданном самим игроком. Игрок не может управлять этими симами, а только лишь первоначально предоставить им жильё. В остальном: учёба, работа, личная жизнь, симы обустраиваются сами, в зависимости от социального и экономического состояния города. Эти симы могут стать полезными, в случае если игрок хочет выяснить, в каких районах города имеются проблемы, пожаловавшись мэру. Симы также могут создавать семьи, рожать детей, стареть и уходить на пенсию, а также уезжать в другой город и даже могут погибнуть от стихийного бедствия. После того, как сим постарел и умер, его место может занять его взрослый ребёнок или внуки, в зависимости от пола, приняв его имя, место работы и проживания.

#### Здания
Большинство зданий в SimCity 4 построены в архитектурных стилях начала XX века, таких как: ар-деко, неороманский стиль, американский ремесленный стиль (American Craftman style). Однако, существует много современных архитектурных стилей: хьюстонский архитектурный стиль, а также европейский, базирующийся на архитектуре современного Франкфурта. Есть очень много зданий похожих на здания Сан-Франциско, таких как: Shell Building (появляется в игре как «Рен Страхование»), 450 Sutter Street (появляется как «Ву Финансирование»), PacBell Building (появляется как «Корпорация Галвина»). Также в игре есть здания из Лос-Анджелеса: Художественный музей Лос-Анджелеса, появляется как «Магазин Дениса».

## Развитие

### Графика
В отличие от предыдущих игр серии SimCity, в которых используется движок 2D-изометрическая проекция и спрайты, в SimCity 4 используется 3D-движок для отображения графики. Ландшафты и перемещающиеся объекты, такие как транспортные средства, моделируются как полигональные 3D-объекты. Небольшие здания и мелкие объекты отображаются в виде плоских изображений. Нормали плоскостей многоугольников направлены к камере. Большие здания моделируются с помощью гибридного подхода: простые полигональные модели определяются как облик здания, а текстуры используются для создания мелких деталей, такие как: двери, окна, крыша и даже обветшание. Хотя в SimCity 4 используется 3D-движок, камера ограничена фиксированной ромбической ортогональной проекцией из-за соображений производительности игры. Кроме того, моделирование города можно увидеть как в дневное, так и в ночное время. Время суток не влияет на игровой процесс.

### Звук
В игре содержится в общей сложности более трёх часов фоновой музыки в формате MP3. Каждая композиция длится в пределах 3-8 минут. Фоновая музыка игры делится на две основные группы: та, которая предназначена для режима Бога, просмотра города в режиме региона и для режимов мэра и сима. В игре существуют средства для добавления своей музыки и разделения её на 2 вида. Музыка в основном составлена Джерри Мартином и доступна в качестве саундтрека на iTunes Store и Amazon.com.

## Дополнения и изменения

### Выпуски Maxis
После выпуска SimCity 4, на его официальном сайте было размещено несколько дополнений.
Новые достопримечательности, такие как: Рокфеллеровский центр, Бранденбургские ворота, Стоунхендж были доступны в онлайн режиме. Позднее, достопримечательности в основном использовались для демонстрации возможностей Gmax и во время выпуска BAT (The Building Architect Tool).
Инструмент создания ландшафтов позволяет игрокам создавать карты, основанные на любом из 48 континентальных штатов США. Карты основаны на данных, собранных Геологической службой США.
BAT представляет собой набор инструментов, разработанных для создания зданий игроками. Набор состоит из трёх приложений: архитектор зданий (The Building Architect) — игровое дополнение для Gmax, которое позволяет игрокам визуализировать Gmax-модели в растровые изображения или точки SimCity 4, чтобы быть импортированными в LE; обновлённая версия LE; а также автономный плагин-менеджер, который позволяет игрокам изменять свойства нового лота. Были выпущены несколько изменённых версий, которые, по сути, явились исправителями ошибок, которые не были обнаружены после первоначального выпуска. Первая версия выпущена в феврале 2004 года, это позволило сообществу игроков делать пользовательские здания. BAT для SimCity 4 по своим функциям похож на BAT для SimCity 3000 и на URK (Urban Renewal Kit) для SimCity 2000. Однако, предыдущие программы такого рода были созданы с нуля студией Maxis и использовали совершенно разные интерфейсы.
The Lot Editor (LE) — (с англ. — «Редактор участков (лотов)») — это инструмент, который позволяет игроку редактировать или создавать участки (лоты) для SimCity 4, используя имеющиеся реквизиты. Он был выпущен за несколько месяцев до BAT как отдельная версия. Игроки в то время могли только изменять участки (лоты), которые были встроены в SimCity 4. BAT предоставлялся игрокам с обновлённой версией LE, которая удаляла оригинальную устаревшую LE. Тем не менее, старая версия LE всё ещё доступна на официальном сайте.

### Неофициальные программы
В дополнение к официальным инструментам, для дальнейшего редактирования содержимого игры SimCity 4 были выпущены сторонние программы, которые позволяют игрокам полностью изменить характер игры. С момента выхода редакторов LE и BAT, большинство дополнительных материалов, находящихся в обращении, состояли из пользовательского контента. Преимущественно это здания и участки. Другие дополнения — это изменённые игроками транспортные средства, местности, игровой процесс и изменения, которые в корне меняют некоторые особенности игры.

## Баги
Maxis и Electronic Arts выпустили в общей сложности 3 патча, которые улучшают или исправляют проблемы, обнаруженные в оригинальной версии SimCity 4 и SimCity 4: Rush Hour (два для SimCity 4 и один для SimCity 4: Rush Hour). Среди прочего, патчи могут повысить производительность крупных городов в игре, а также исправить множество мелких багов. Первые два патча решили проблему, связанную с появлением более двух десятков зданий хьюстонского стиля в процессе игры.
Игроки очень часто жалуются на то, что не могут нормально построить или связать шоссе, а также общественный транспорт. Для решения этой проблемы многие игроки используют модификации.
Существуют баги, при которых парки и места отдыха могут приносить прибыль в казну города, хотя при правильном игровом процессе всё должно быть наоборот: из городского бюджета выделяются средства на содержание каждого парка или место отдыха. Также существует пользовательский контент, который работает по такому же принципу, принося огромную прибыль в казну, вместо взимания средств из городского бюджета на содержание зданий.

### Баги на Intel Mac
Игра имеет серьёзные недостатки при работе на компьютере Apple, использующий процессор Intel. Aspyr Media выпустила в 2007 году бета-версию патча, чтобы исправить все проблемы, но из-за его незавершённости, многие баги остались. Некоторые баги серьёзно влияют на нормальность работы игры, включая частые вылеты, когда население города превышает 95 000, некорректное отображение водной поверхности, частое размывание объектов или их замена на случайные и неспособность значительно ускорить работу транспорта в выбранном режиме.

## Рецензии
| Сводный рейтинг                                   | Сводный рейтинг     |
| Агрегатор                                         | Оценка              |
| ------------------------------------------------- | ------------------- |
| GameRankings                                      | 85,23 %             |
| Metacritic                                        | 84/100 (36 обзоров) |
| MobyRank                                          | 84 / 100            |
| Иноязычные издания                                |                     |
| Издание                                           | Оценка              |
| 1UP.com                                           | B+                  |
| AllGame                                           | [ 19 ]              |
| Eurogamer                                         | 9 / 10              |
| GameRevolution                                    | B                   |
| GameSpot                                          | 8.1/10              |
| GameSpy                                           | 75/100              |
| IGN                                               | 9.2/10              |
| InsideMacGames                                    | 7.25/10             |
| Русскоязычные издания                             |                     |
| Издание                                           | Оценка              |
| Absolute Games                                    | 80 %                |
| «Домашний ПК»                                     | [ 27 ]              |
| «Игромания»                                       | 9.0 / 10            |
| «Страна игр»                                      | 9.5 / 10            |
| Награды                                           |                     |
| Издание                                           | Награда             |
| IGN: Editors' Choice                              |                     |
| Parents' Choice Foundation: Parents' Choice Award |                     |

Сразу после выпуска игры, компьютерная (PC) версия SimCity 4 получила много положительных отзывов: 84/100 от Metacritic и 85,23 % от GameRankings.
Игра получила рейтинг 9,2/10 на IGN, назвавший это «большим эволюционным шагом в серии». В отзыве говорилось, что добавление режима регионального обзора придаёт большей глубины SimCity 4, и что геймплей имеет более точное представление о городском планировании и обслуживании, чем предыдущие игры серии SimCity. Игра набрала рейтинг в 8,1/10 на GameSpot, сообщавший, что игра имела более гладкий и привлекательный интерфейс и прекрасный звук, и при этом добавивший, что режим сима — это запоздалая идея, хотя в целом SimCity 4 сделала прорыв. В заключении отзыва говорится, что игра была сложной и детализированной стратегией, хотя и неблестящей, как это могло бы быть. GameSpy дал оценку игре 75/100, комментируя, что SimCity 4 имеет потрясающую графику, также в отзыве критикуется за имеющиеся проблемы, которые «могут убить саму игру» из-за её сложности и производительности. 1UP.com оценил игру на B+ и похвалил особенности режима регионального обзора, а также детализированность графики, которая создаёт глубокое чувство правдоподобности. Однако, в отзыве критикуются проблемы, связанные с вылетами игры и её производительностью. На Game Freaks было дано 365 отзывов, которые оценили игру в общей сложности в 9,3 из 10. В отзыве говорится, что SimCity 4 — это великолепный симулятор как в строительстве, так и в управлении города. Далее говорится: «Если Вы хотите иметь лучший из лучших, чем SimCity 4 Deluxe [sic], то лучше него ничего не придумаешь»
.
SimCity 4 получила ещё отзывов после выхода Mac-версии. InsideMacGames оценил игру на 7,25 из 10. В отзыве говорилось, что региональный геймплей был новым и долгожданным дополнением, и что он имел детализированную и реалистичную графику. Однако, было отмечено, что игра не была революционной, имела ужасные баги, и что была нехватка информации в руководстве и обучении игры.